# Rue Jacques-Duclos
La rue Jacques-Duclos est une voie de communication située à Aulnay-sous-Bois, dans le département de Seine-Saint-Denis, en France.

## Situation et accès
Elle suit le tracé de la route départementale 44.

## Origine du nom

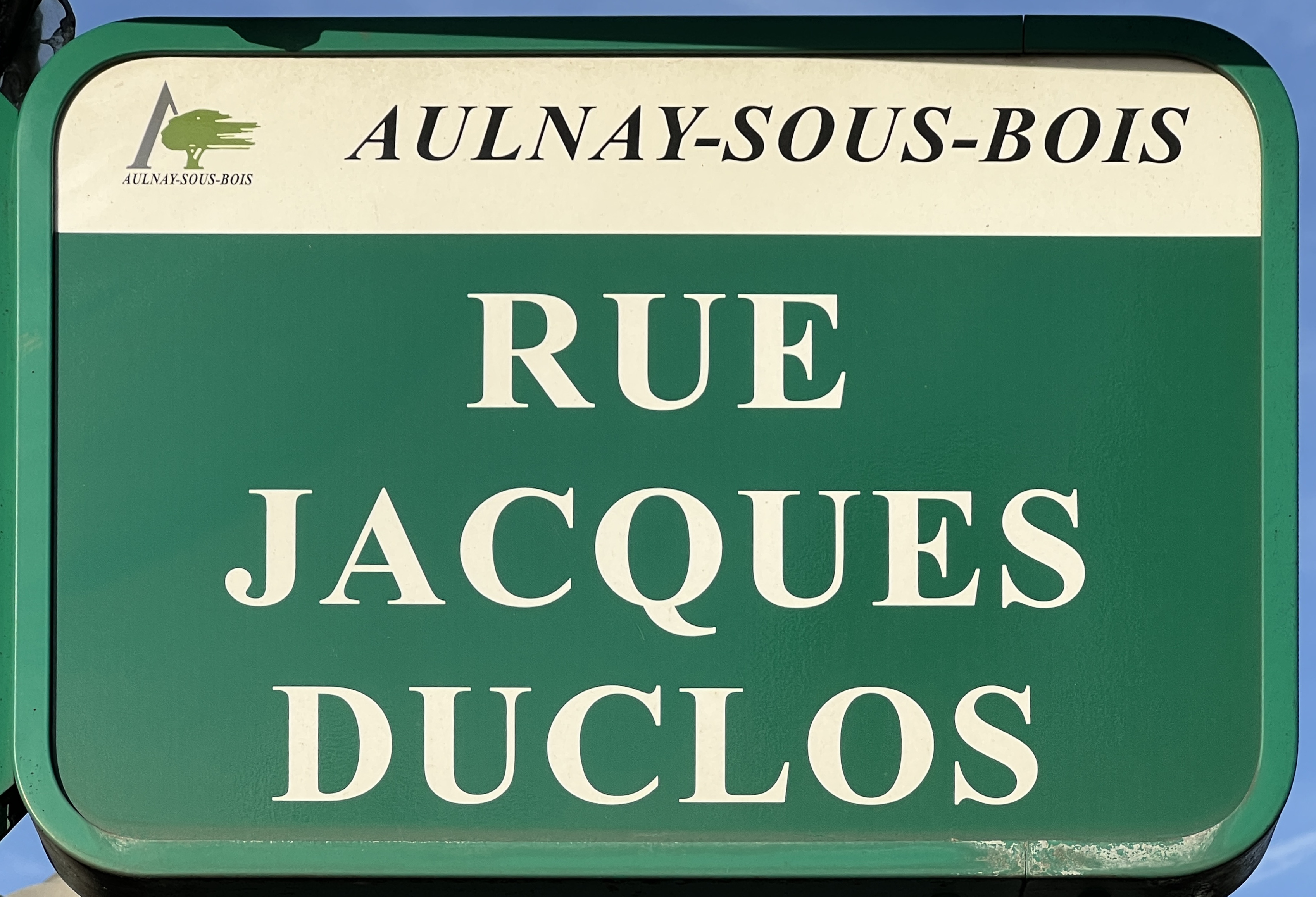
Plaque Rue Jacques Duclos.

Cette voie porte le nom de Jacques Duclos (1896-1975),  homme politique, dirigeant du Parti communiste français.

## Historique

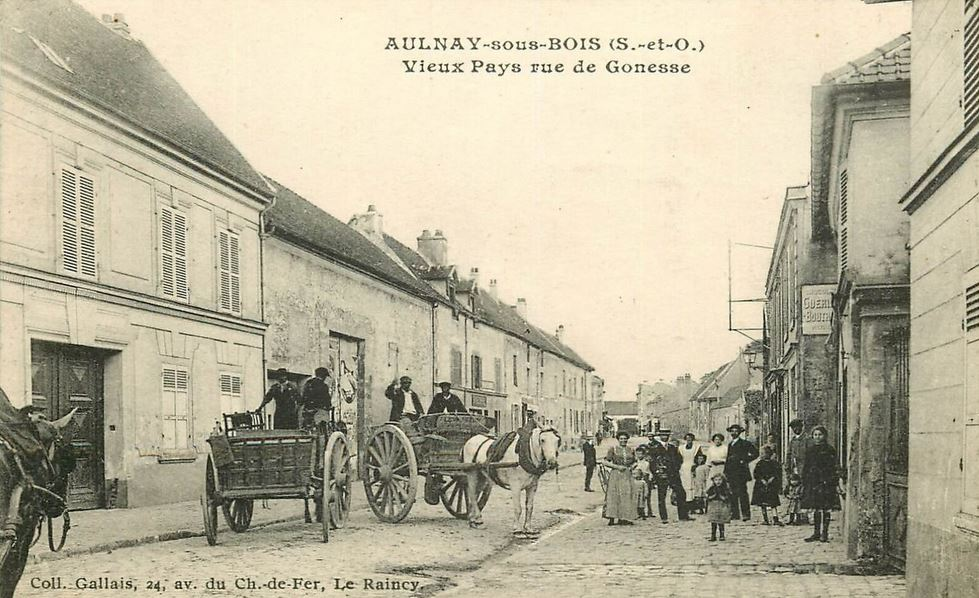
Aulnay-sous-Bois: Rue de Gonesse.

Cette voie de communication menait de l'église jusqu'au tournant vers Savigny, et fut le cœur du bourg jusqu'à la création de la gare ferroviaire. Elle s'appelait alors « Grande-Rue ». C'est vers la fin du XIXe siècle qu'elle prend le nom de « rue de Gonesse »,.

## Bâtiments remarquables et lieux de mémoire
- Église Saint-Sulpice d'Aulnay-sous-Bois.

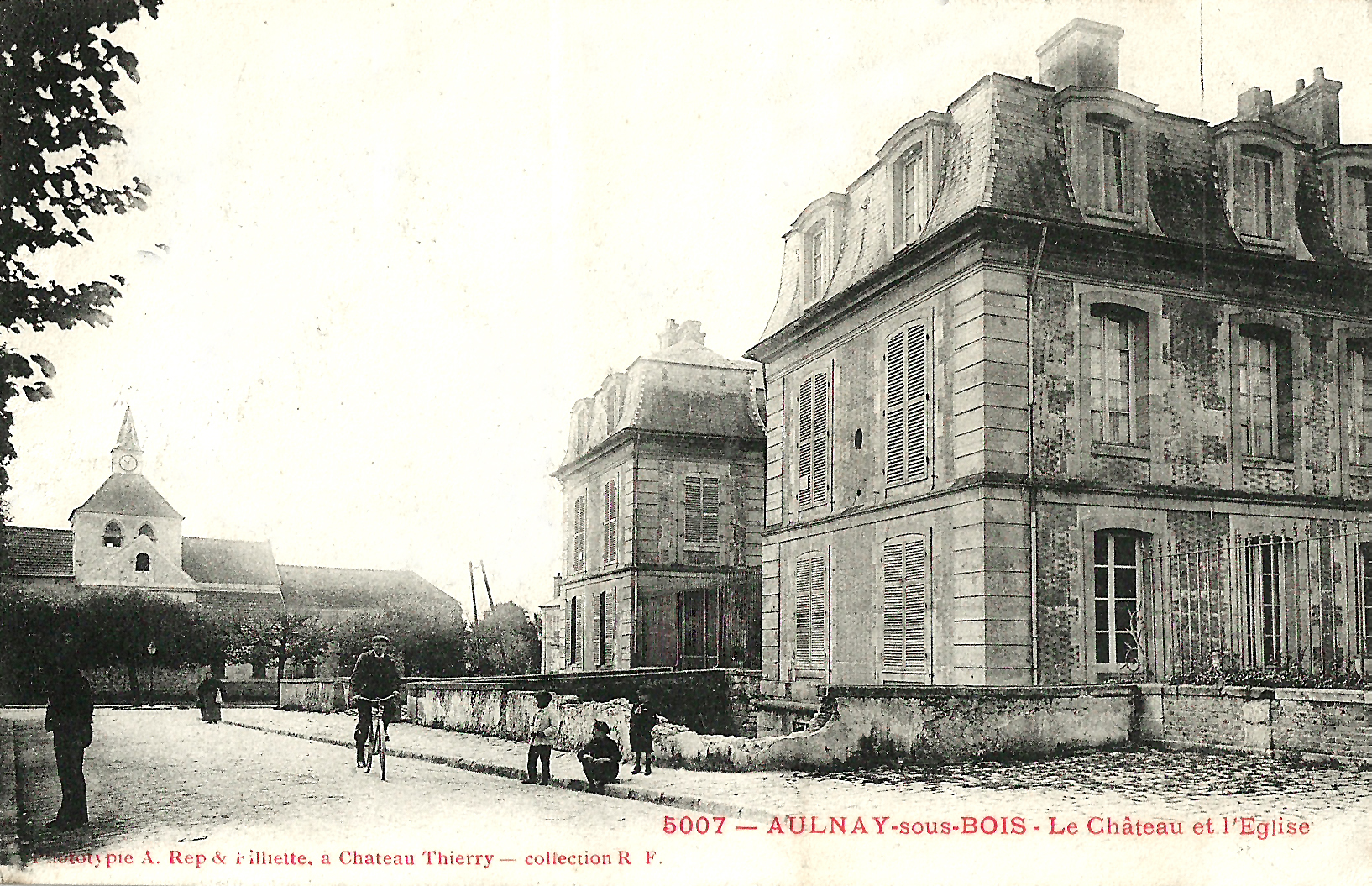
Aulnay-sous-Bois: Château, église.

- Les bâtiments de la dernière ferme Frotié, témoins du passé rural d'Aulnay-sous-Bois[6]. La charpente de la toiture pourrait dater du XVIIIe siècle[7].
- Emplacement du château d'Aulnay, qui appartenait au marquis de Gourgue. Il fut détruit au début du XXe siècle. Des caves voûtées existent toujours à l’angle de la rue Marceau et de la rue Jacques-Duclos[8]. Le rond-point du Château en perpétue le souvenir.
- Protectorat Saint-Joseph.
- Centre sportif Paul-Émile-Victor.